# Sara Jean Underwood
Sara Jean Underwood (ur. 26 marca 1984 w Portlandzie w stanie Oregon) – amerykańska modelka i aktorka.
W październiku 2005 jej zdjęcie ukazało się na okładce Playboya, w lipcu 2006 została wybrana jako Playmate miesiąca. Rok później, w czerwcu 2007, otrzymała tytuł Playmate Roku.
Wystąpiła w kilku odcinkach reality show Króliczki Playboya (The Girls Next Door). Wystąpiła także w filmie z 2009 roku pt. Miss marca, gdzie grała samą siebie, jak również w filmie z 2013 roku pt. Deadly Weekend.